# 28398 Ericthomas
28398 Ericthomas este un asteroid din centura principală de asteroizi.

## Descriere
28398 Ericthomas este un asteroid din centura principală de asteroizi. A fost descoperit pe 7 septembrie 1999 la Socorro, New Mexico, în cadrul proiectului LINEAR. Asteroidul prezintă o orbită caracterizată de o semiaxă mare de 2,56 ua, o excentricitate de 0,11 și o înclinație de 3,2° în raport cu ecliptica.